# Фатун, Олег Николаевич
Олег Николаевич Фатун (1 ноября 1959, п. Богдановка, Ростовская область) — советский и российский легкоатлет, специализировавшийся в беге на 200 м.
Установленный им вместе с Иннокентием Жаровым, Владимиром Крыловым и Александром Горемыкиным на чемпионате Европы 1990 года в Сплите рекорд СССР в эстафете 4×100 метров до сих пор является национальным рекордом России. Также является автором действующих рекордов России в эстафете 4×200 метров для открытых стадионов и в помещениях.
Заслуженный тренер России, мастер спорта международного класса, заведующий кафедрой «Плавание и лёгкая атлетика» Федерального государственного бюджетного образовательного учреждения высшего образования "Южно-Российский государственный политехнический университет (НПИ) имени М. И. Платова.
Тренировался под руководством Анатолия Георгиевича Тимофеева и Виктора Васильевича Пушкина.

## Достижения
| Вид                          | Результат |    | Спортсмен                                                                           | Дата            | Соревнование               | Место                   | Прим.       | Видео |
| ---------------------------- | --------- | -- | ----------------------------------------------------------------------------------- | --------------- | -------------------------- | ----------------------- | ----------- | ----- |
| Эстафета 4×100 м             | 38,96     | 3  | СССР · Виктор Брызгин, · Владимир Крылов, · Олег Фатун, · Павел Галкин              | 1990            | Игры доброй воли 1990 года | Сиэтл, США              |             |       |
| Эстафета 4×100 м             | 38,46     | NR | СССР · Иннокентий Жаров, · Владимир Крылов, · Олег Фатун, · Александр Горемыкин     | 1 сентября 1990 | Чемпионат Европы           | Сплит, Югославия        | [ 4 ] [ 5 ] |       |
| Эстафета 4×200 м             | 1.21,63   | NR | Россия · Эдвин Иванов, · Андрей Федорив, · Олег Фатун, · Андрей Григорьев           | 5 июня 1992     |                            | Шеффилд, Великобритания |             |       |
| Эстафета 4×200 м в помещении | 1.23,04   | NR | Россия · Эдвин Иванов, · Олег Фатун, · Андрей Федорив, · Михаил Вдовин              | 30 января 1993  | Pearl International Games  | Глазго, Великобритания  |             |       |
| Эстафета 4×100 м             | 38,92     | 3  | Россия · Андрей Федорив, · Александр Порхомовский, · Олег Фатун, · Андрей Григорьев | 1994            | Игры доброй воли 1994 года | Санкт-Петербург, Россия |             |       |